# Litus camptopterus
Litus camptopterus är en stekelart som beskrevs av Novicky 1953. Litus camptopterus ingår i släktet Litus och familjen dvärgsteklar. Inga underarter finns listade i Catalogue of Life.